# Stenkullens värdshus
Stenkullens värdshus är ett hotell i Norrköpings kommun, Östergötlands län och ligger precis intill E4:an strax norr om Norrköping.

## Historia
Hotellbyggnaden byggdes 1858 som en exklusiv sommarvilla åt snusfabrikören Erik Swartz och blev därefter bostad för sonen Carl Swartz som var statsminister under några månader 1917. 
Byggnaden ritades av arkitekt Adolf Wilhelm Edelswärd. Arkitekturen i senempir påminner om en italiensk villa, med sin vita puts, sina balustrader, valv och bågar. Stallet är högst påkostat med utsmyckade pelare. Trädgården har en damm med röda näckrosor och ett flertal paviljonger. 1910 byggdes huset till på längden och höjden. Dessutom tillkom en våning, vinden höjdes och ett bibliotek ritades av Ragnar Östberg. Fram till 1957 användes sedan huset som privatbostad av olika familjer.

### Hotell
Familjen Svensson flyttade in 1957 och har drivit hotell och värdshus i byggnaden sedan dess. I dag finns tolv gästbäddar.
1965 blev motorvägen färdig och klöv då tomten i två delar. Parken med fruktträd och äppelmusteri hamnade på ena sidan vägen, hotellet på den andra.
Några kända personer har bott på hotellet, exempelvis Lars Winnerbäck, som använde interiörbilder till sin EP Stort liv (2005).
År 2022 sände SVT en dokumentär om Stenkullen, Mitt livs hotell, av Jenny Widell. Där porträtteras Maria Svensson, som i flera år drivit hotellet helt på egen hand.